# Nobilitas
Dans la Rome antique, le terme de nobilitas désigne les membres les plus éminents de l'aristocratie civique. Le mot vient du latin nobilis qui signifie « connu », « célèbre » ; cela s’applique en premier à des familles connues par leur ancienneté, il est à l'origine du terme français « noblesse ». La nobilitas romaine regroupait à l'origine les patriciens et les descendants de consuls. Son rôle politique très fort durant la République fut considérablement affaibli sous l'Empire, avant que la notion ne connaisse des changements considérables à partir du IVe siècle.

## La noblesse de la République romaine
À l'origine de la Rome antique, l’aristocratie est formée par les patriciens. Cette aristocratie, après l'avènement de la République, évolue avec l’ouverture des droits politiques aux plébéiens en une nobilitas regroupant les descendants des patriciens et des meilleurs de la plèbe. Ils se revendiquent comme nobiles, non plus en raison d’origine patricienne lointaine, mais sur l'exercice par leurs ancêtres directs de magistratures curules, puis au IIe siècle du consulat exclusivement. D’une famille à l’autre, la noblesse connait des degrés différents, selon l’ancienneté des magistratures exercées, leur nombre dans la lignée, l’obtention éventuelle de triomphes ou de censures, tandis qu’un homo novus comme Marius ou Cicéron, malgré son rang de consulaire, ne fait pas partie de cette noblesse. Le nombre des familles nobles est très réduit, au plus quelques dizaines à la fin de la République. Contrairement aux patriciens, les nobles n’ont aucun privilège de droit, sauf l’usage de manifester leur ancienneté et leur gloire en exposant dans leur atrium les masques mortuaires en cire coloriée de leurs ancêtres (jus imaginum). Ils les exhibent lors des funérailles et prononcent la laudatio funebris, l'éloge funèbre qui replaçait le défunt dans la continuité des vertus familiales.
Les optimates formaient aussi un groupe de pression politique qui s'opposait aux populares à partir du IIe siècle av. J.-C. La grande famille des Caecilii Metelli organisa et représenta le plus fortement ce groupe de pression, contribuant à la fermeture de la vie politique romaine aux individus non issus de la nobilitas. Marius est présenté par Salluste comme l'artisan principal de la remise en cause de ce monopole de fait. Face au prestige généalogique de la nobilitas les hommes nouveaux doivent mettre en avant leurs capacités, leurs vertus, militaires pour Marius, littéraires, juridiques et politiques pour Cicéron. Selon Ronald Syme, l'ouverture de la nobilitas à la fin du IIe siècle et la réussite de ces hommes nouveaux ne doit cependant pas tant être comprise comme le résultat de l'opposition entre sénateurs et plébéiens, optimates et populares, nobiles et hommes nouveaux mais plutôt comme le résultat de la lutte pour le pouvoir et la gloire au sein de la nobilitas : « Il n'y avait pas de brèche dans les murs – un parti parmi les nobiles avait ouvert les portes ». Au contraire, Ronald Syme interpréta en termes de révolution sociale la crise de la fin de la République, qui déboucha sur le règne d'Auguste et l’instauration de l’Empire. Cette crise toucha cependant fortement les anciennes familles nobles, et le respect que leur témoigna Auguste, ainsi que les signes de leur primauté n'auraient été qu'un « trompe-l’œil » et un anachronisme. C'est l'empereur désormais qui pouvait décider de la noblesse d'une famille.
Il n'existe pas de définition antique de nobilis ou de nobilitas. En 1887, Theodor Mommsen a défini les nobiles comme celles des familles ayant le droit d'afficher les imagines — c'est-à-dire le portraits de cire — de leurs ancêtres dans leurs atria. Cela inclut toutes les familles patriciennes et celles des familles plébéiennes descendant de titulaires de magistratures curules, à savoir : dictateur, maître de cavalerie, censeur, consul, préteur, et édile curule. La définition de Mommsen a été suivie par la majorité des auteurs jusqu'au début du XXe siècle. En 1912, Matthias Gelzer (en) a présenté une définition alternative selon laquelle la noblesse requiert des ancêtres consulaires ou à puissance consulaires, telle celle des dictateurs et des tribuns militaires à pouvoir consulaire. Cette définition de nobilis exclut les descendants des préteurs et des édiles curules. Gelze pensait que cette définition s'était développée dès le début de la République. En 1938, Adam Afzelius a découvert que nobilis s'appliquait au premier consul d'une famille, et non à ses seuls descendants. La définition de Gelzer, avec la correction d'Afzelius, a été suivie par les majorité des auteurs jusqu'en 1982, date à laquelle Peter A. Brunt a questionné la définition de Gelzer et argué pour un retour à celle de Mommsen. Depuis la critique de Brunt, la discussion oscille entre les partisans respectifs des deux définitions.

## L'extension de la notion aux notables locaux et aux autres peuples
Par extension la notion de nobilitas fut appliquée par les Romains à d'autres contextes : les Domi nobiles sont les notables locaux. Ils peuvent être des descendants de famille illustres de la région, des magistrats, des riches pourvus en terre (locupletes) ayant obtenu la citoyenneté romaine, des soldats ayant obtenu des terres et atteint une position honorable localement ... Dans la partie grecque de l'empire, la notion de nobilitas fut appliquée pour traduire le terme équivalent d'eugeneia. Enfin, l'idée fut aussi appliquée aux peuples barbares rencontrés par les Romains, leur aristocratie, leurs chefs, leurs familles royales étant assimilés à leur nobilitas.

## Sous le Haut-Empire
Au début de l'empire, les nobles ne formaient toujours pas un corps spécifique dans la société romaine mais pour être noble il fallait descendre d’une gens patricienne ou d’un consul. La nobilitas doit donc toujours y être distinguée de l'ensemble des aristocrates romains qui était formé par l'ordre sénatorial et l'ordre équestre. La différence principale entre cette nobilitas romaine et l’aristocratie équestre et sénatoriale, c’est qu’elle ne peut que s’hériter et pas s’acquérir : une famille ne peut devenir noble qu'en deux générations au moins. Il y avait donc des membres de la nobilitas qui n'étaient pas sénateurs, descendant d'une famille glorieuse mais déchue. Ils pouvaient cependant toujours opposer leur prestigieux passé familial aux origines obscures des hommes nouveaux.
Sous le Haut Empire, ce schéma fut conservé : la nobilitas restait toujours restreinte aux descendants patriciens et consulaires. Néanmoins l’apparition du consulat suffect multiplie les effectifs des consulaires et permet l’intégration d’un plus grand nombre de familles à la nobilitas. D'autres charges furent d’ailleurs considérées comme la possibilité d'accéder à la nobilitas, comme la préfecture du prétoire, réservée à un chevalier, donc à quelqu’un qui n’a pas suivi le cursus honorum, mais qui confère une honorabilité semblable à celle du consulat, manifestée par les ornements consulaires remis à plusieurs préfets. L'intégration d'une famille à la nobilitas dépend donc de l'empereur, qui nomme aux magistratures et permet donc d’accéder au consulat. Pour autant, le consulat ne peut plus prétendre au prestige suprême, ce dernier revenant à l'empereur : la noblesse suprême est donc l'appartenance à la famille impériale et l'héritier désigné du pouvoir peut s'appeler, à partir de Commode nobilissimus Caesar, très noble César.

## Les transformations du Bas-Empire
Pendant le Bas-Empire, la militia était liée par serment à la personne de l'empereur,. L’entrée dans la militia avec la réception du cingulum était l’occasion de promettre l’obsequium (obéissance) strict qui était requis de chacun. Au Ve siècle, après la proclamation d’un nouvel empereur, celui-ci exigeait un serment de fidélité de la part des hauts fonctionnaires de la Cour et des dignitaires de l’Empire.
La noblesse romaine tardive est donc, selon Karl Ferdinand Werner une institution fondée non sur le seul sang mais aussi sur la dignité qui supposait l'exercice de charges publiques non héréditaires. La nobilitas romaine supposait la splendor natalium, c’est-à-dire le prestige du sang, mais on n’était pas noble par sa seule naissance ; la dignitas était liée à l’exercice d’une haute fonction publique, l’honor qui ne pouvait se transmettre par le sang. La noblesse existait donc en dehors de l’hérédité des rangs et des charges.
La crise qui toucha le pouvoir impérial au IIIe siècle après 235, la succession de règnes courts d'empereurs assassinés, débouche sur la recomposition des structures de l'empire et de la place respective des ordres supérieurs de la société romaine - sénateurs et chevaliers. Cela affecta profondément la notion de nobilitas. Si en 238, les sénateurs opposés à Maximin le Thrace peuvent brandir le thème de la noblesse face à un empereur « ignobilis », les guerres civiles postérieures firent peu de place à la noblesse. Le retrait du pouvoir militaire aux sénateurs, par Gallien acheva finalement une tendance qui avait vu la nobilitas abandonner la célébration des vertus guerrières au profit de l'exaltation de l'éloquence et de la distinction culturelle. À cela s'ajoutèrent de nombreux autres changements dont l'abandon de la pratique de l'exhibition des imagines, y compris lors des funérailles impériales et l'apparition de la conception chrétienne d'une noblesse selon le ciel, issue de la foi.
Le Bas-Empire fut donc une période qui vit la reconfiguration de l'idée de noblesse, de son origine et de ses marques. Entre 320 et 350, le terme connaît un élargissement de sens, lié aux réformes conduites par Constantin et ses fils : dès lors le mot de nobilitas ne renvoyait plus à une origine mais à un statut, même si les plus grandes familles n'abandonnèrent pas la conception généalogique de leur noblesse. L'élargissement de la notion, et son éclatement l'ouvrait aux importantes mutations qui menèrent finalement à la conception médiévale de la noblesse. Cette dernière doit-elle être pensée dans la continuité du modèle romain ? L'interprétation fait débat. Si pour K. F. Werner la réponse serait positive, C. Badel a récemment insisté au contraire sur les différences entre les deux conceptions pour récuser l'idée d'une filiation directe : selon lui le modèle de la noblesse sénatoriale romaine appartient à un passé révolu au début du VIIe siècle.